# متلازمة المؤخرة الميتة

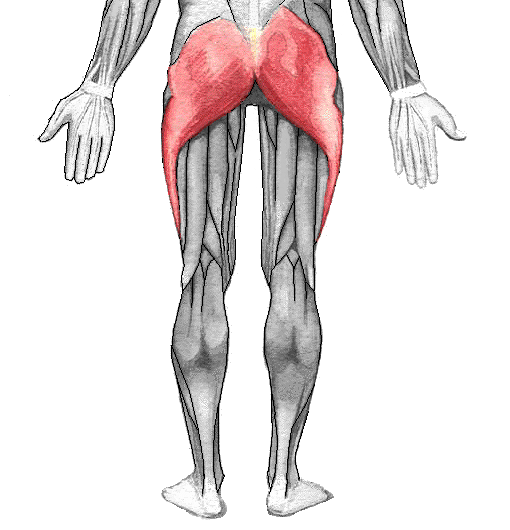
العضلات الألوية

متلازمة المؤخرة الميتة (بالإنجليزية: Dead Butt Syndrome) هي حالة لا تعمل فيها العضلات الألوية بشكل صحيح. تحدث المشكلة في عضلات المؤخرة حيث تضعف العضلات وتصبح مثبطة عصبيًا ولا تستطيع ان تثبت الحوض بشكل طبيعي .ويؤدي هذا إلى مشاكل في محاذاة الجسم والقدرة على الحركة .

## الأسباب
السبب الرئيسي لمتلازمة المؤخرة الميتة هو الجلوس لساعات طويلة كل يوم دون تمارين وحركة وتمدد . ويؤدي هذا إلى تعطيل نشاط عضلات الألوية التي تؤثر على الوركين والظهر. الأشخاص الذين يعملون لساعات طويلة في المكتب هم الأكثر عرضة للإصابة بمتلازمة المؤخرة الميتة.

## الأعراض
تتضمن بعض الأعراض ما يلي:
- ألم أسفل الظهر.
- ضعف التوازن.
- ضعف في الجزء السفلي من الجسم .
- آلام الركبة والقدم.[2]

## الوقاية
أفضل طريقة للوقاية من متلازمة المؤخرة الميتة هي تجنب الجلوس كثيرًا وممارسة الرياضة بطريقة تقوي وتنشط الجزء السفلي من جسمك.